# Reimar Oltmanns
Reimar Oltmanns, né en 1949 à Schöningen, est un journaliste et écrivain allemand.
Il fut de 1970 à 1972 le porte-parole de Peter von Oertzen, Ministre de la Culture de Basse-Saxe.

## Biographie
Reimar Oltmanns a occupé jusqu'en 1970 différentes fonctions au sein du mouvement des Jeunes démocrates de Basse-Saxe ; puis il fut le Président régional de cette organisation de jeunes, proche à cette époque du FDP. Il participa comme délégué aux congrès nationaux et régionaux du FDP et siégea, de par sa fonction, au comité directeur régional du FDP, sans droit de vote. Le comité régional du parti FDP, au sein duquel figuraient des hommes politiques de la droite nationaliste ainsi que des représentants des allemands expulsés, a rompu avec les Jeunes démocrates auxquels il reprochait d'être trop contestataires de gauche. Avec vingt responsables des Jeunes démocrates, Oltmanns a rejoint le SPD.
Il a appris son métier de journaliste auprès des journaux Cuxhavener Zeitung et Hannoversche Presse. Au début des années 1970, il écrivit depuis Hanovre pour la Frankfurter Rundschau et plus tard, depuis Bonn pour le Stern. De même il travailla à Hambourg pour le Stern dans les rubriques “Politique allemande” et comme rédacteur en chef adjoint pour la partie “Thèmes spéciaux”.
Ont été ses formateurs et l'on accompagné dans son devenir de journaliste : les enseignants Peter von Oertzen (1929-2008) et Peter Brückner (1922-1982) ainsi les directeurs en chef, respectivement Karl-Hermann Flach (1929-1973) de la Frankfurter Rundschau et Arnim von Manikowsky (1928-2007) du magazine Stern à Hambourg.
Dans le cadre du concours national de création organisé en juillet 1977 et lancé depuis Bonn par la branche communication de l’industrie allemande de la publicité (BDW), Concours placé sous le thème « 30 ans de droits de l’homme », Reimar Oltmanns (textes) et John Kubicek (dessins) ont obtenu le premier prix. Placée sous le thème « Pour que l’incendie du Reichstag ne se reproduise pas », leur réalisation montre une mer de flammes qui dévore les livres de la Loi Fondamentale.
25 ans plus tard, le magazine Stern choisit pour ses numéros spéciaux consacrés aux "meilleurs reportages de l'année 1977", les reportages effectués par Reimar Oltmanns en Amérique latine sur la torture, les assassinats et les camps de concentration.
En mars 1979, Reimar Oltmanns a reçu conjointement avec Peter Koch le “Egon- Erwin-Kisch-Preis 1978”, prix décerné par l’ancien magazine pour jeunes Elan et Die roten Blätter et soutenu par la RDA. Fut récompensée leur série sur la liberté parue dans le Stern. Cette série mettait en cause le développement systématique de la surveillance électronique au service de l'État, la mise sur la touche de ceux qui s’écartaient de la pensée dominante, et la pratique à l’époque des interdits professionnels.
En 1979, Reimar Oltmanns quitta ce magazine de Hambourg et écrivit comme auteur indépendant pour le Spiegel ainsi que le Zeit.
En 1981, dans le “procès de la couverture de presse (“Titelblattprozess”) au cours duquel la féministe Alice Schwarzer accusait devant le tribunal régional supérieur de Hambourg le rédacteur en chef du Stern, Henri Nannen, de censure et de représenter les femmes comme de simples objets sexuels, Reimar Oltmanns témoigna en faveur de Alice Schwarzer, éditrice de Emma, “en citant des faits au sein de la rédaction du Stern.
Après être allé s’installer à Francfort-sur-le-Main, il continua à écrire pour des journaux, des magazines et des maisons d’éditions de livres. Il fut entre autres, dans les années 1984/85, le rédacteur en chef du magazine Auftritt de la région Rhin-Main. En 1990, il alla résider à Bologne (Italie) et vécut de 1992 à 2009 en France près de Lyon ; depuis à Graz (Autriche). Pour tous ses livres et réflexions critiques sur la société, Reimar Oltmanns fut inscrit le 16 juillet 2009 dans le Livre d'or de sa ville natale de Schöningen. Depuis le 12 janvier 2012, il est un membre de soutien de l'extérieur de "Radio Helsinki" à Graz/Styrie. Depuis 2013 Reimar Oltmanns exerce l'activité d'écrivain à Innsbruck. Deux ans tard, il est retourné en Allemagne dans le Holstein Suisse.
Il fit aussi des reportages en Amérique latine, Afrique, Europe de l’Est. En Europe de l’ouest particulièrement en Italie et en France, il rédigea des documentaires sur des faits de société et des récits de voyages.

## Livres
- "Ein Lehrer muß die Ehe achten", dans: Herbert Nagel: "wer hat die klügsten Kinder? vorschule-erziehung und chancengleichheit". Rowohlt Taschenbuch Verlag, Reinbek bei Hamburg, Dezember 1973  (ISBN 3 499 16837 5)
- Die Würde des Menschen – Folter in unserer Zeit, écrit avec Peter Koch, Verlag Gruner + Jahr AG & Co, Hamburg 1977  (ISBN 3-570-00061-3)
- SOS – Sicherheit – Ordnung Staatsgewalt – Freiheit in Deutschland, écrit avec Peter Koch, Verlag Gruner + Jahr AG & Co, Hamburg 1978  (ISBN 3-570-01909-8)
- Du hast keine Chance, aber nutze sie – Eine Jugend steigt aus, Rowohlt Verlag, Reinbek bei Hamburg 1980  (ISBN 3 498 05006 0)
- Am Strand von Tunix dans "Erkundungen in einem unbekannten Land - Sozialreportagen von 1945 bis heute" Friedrich G. Kürbisch (Hrsg.) Verlag J.H.W. Dietz Nachf..Berlin, Bonn 1981  (ISBN 3-8012-0060-4)
- Deutschland von übermorgen"  dans  "Aussteigen oder rebellieren - Jugendliche gegen Staat und Gesellschaft, Michael Haller (Hrsg.) Spiegel-Verlag, Hamburg 1981  (ISBN 3 499 33014 8)
- Heimatkunde – Soldaten, Arbeitslose, Verrückte und andere Mitmenschen - Deutsche Reportagen, Eichborn Verlag, Frankfurt am Main 1982  (ISBN 3-8218-1103-X)
- "Du hast keine Chance, aber nutze sie - Eine Jugend steígt aus." Dans: Werner Lindner (Hrsg.):1964-2004: "Vierzig Jahre Kinder- und Jugendarbeit in Deutschland: Aufbruch, Aufstieg und neue Ungewissheit." VS Verlag für Sozialwissenschaften/GWV Fachverlage GmbH, Wiesbaden 2006  (ISBN 3-531-14620-3)
- Engagiert und ernsthaft, spielerisch und experimentell. Die Wirtschaft der alternativen Szene dans Wirtschaft im Untergrund, Stephan Burgdorff (Hrsg.) Spiegel-Verlag, Hamburg 1983  (ISBN 3-499-330350)
- Der Intrigant oder die Machtgier der christlichen Regenten [Die Bonner Operetten-Republik] Eichborn Verlag, Frankfurt am Main 1986  (ISBN 3-8218-1121-8)
- Möllemänner - oder die opportunistischen Liberalen Eichborn Verlag, Frankfurt am Main 1988  (ISBN 3-8218-1122-6)
- Keine normale Figur in der Hütte – Reportagen zur Wendezeit Athenäum Verlag, Frankfurt am Main 1989  (ISBN 3-610-08538-X)
- Frauen an die Macht – Protokolle einer Aufbruchsära Athenäums programm by anton hain, Frankfurt am Main 1990  (ISBN 3-445-08551-X)
- Vive la Française – Die stille Revolution der Frauen in Frankreich Rasch und Röhring Verlag, Hamburg 1995  (ISBN 3-89136-523-3)
- "Gewalt in den Familien. Ein Problem in Frankreich." Dans: Anita Heiliger: "Männergewalt gegen Frauen beenden." Leske + Budrich, Wiesbaden 2000  (ISBN 3-8100-2652-2)
- Spurensuche auf verbrannter Erde - Reportagen, Berichte, Erzählungen zur Zeitgeschichte - Deutschland, Europa, Südamerika, Asien, Afrika (1969-2009). Books on Demand, Norderstedt 2009  (ISBN 978-3-8370-9507-4)
- Kein schöner Land in dieser Zeit. Verlorene Illusionen - Reportagen, Berichte, Porträts, Erzählungen zur Zeitgeschichte. Band 1 (1969-1979). Books on Demand, Norderstedt 2010  (ISBN 9783842332942)
- Kein schöner Land in dieser Zeit. Verlorene Illusionen - Reportagen, Berichte, Porträts, Erzählungen zur Zeitgeschichte. Band 2 (1980-2010). Books on Demand, Norderstedt 2010  (ISBN 9783842333130)
- "Männer-Macht im Treibhaus der Bonner Republik der 70er Jahre." Dans Ursula Kosser "Hammelsprünge". Edition: DuMont-Buchverlag, Köln 2012  (ISBN 978-3-8321-9656-1)
- "Reporter-Leben. Keine Zeit für Angst und Tränen. Das Fremde wird nah, die Nähe fremd. Kein Ort - nirgendwo." Autobiografie. tredition-Verlag, Hamburg 2015, Hardcover  (ISBN 978-3-7323-5491-7), Paperback:  (ISBN 978-3-7323-5490-0)
- "Keine Zeit für Wut und Tränen. Das Fremde wird nah, die Nähe fremd." Autobiografie. epubli-Verlag, Berlin 2017  (ISBN 978-3-7450-0420-5)
- "Der Kater lässt das Mausen nicht. Wenn der Humor verhungert." Roman. In cooperation avec Helga Möller-Tallay. epubli-Verlag, Berlin 2018  (ISBN 978-3-746736-14-3)
- "Kopfsteinpflaster - Reportagen.Porträts aus vier Jahrzehnten" epubli Verlag Berlin 2019  (ISBN 978-3-750259-21-8)
- "Kein Land nirgendwo - verblichen, vergessen, verschollen" epubli Verlag Berlin 2020  (ISBN 978-3-750259-21-8).
- "Melancholie am Nord-Ostsee-Kanal". Essay. epubli-Verlag Berlin 2021  (ISBN 978-3-754155-01-1)
- "Keine Zeit für Wut und Tränen. Das Fremde wird nah, die Nähe fremd." Autobiografie. Taschenbuch Band I, epubli-Verlag, Berlin 2022  (ISBN 978-3-754975-73-2)
- "Keine Zeit für Wut und Tränen. Das Fremde wird nah, die Nähe fremd." Autobiografie. Taschenbuch Band II, epubli-Verlag, Berlin 2022  (ISBN 978-3-754976-10-4)